# ساران پایین
سارون (سارون)، روستایی از توابع بخش همایجان شهرستان سپیدان در استان فارس ایران است. روستای ساران در جنوب غربی شهرستان سپیدان واقع است و مانند سایر روستاهای این شهرستان دارای اب وهوای سرد و کوهستانی می‌باشد. این روستا دارای سه بخش ساران بالا، بهشت مکان و ساران پایین می‌باشد. چندین روستا به اسم ساران یا سورون در شهرستان های بویراحمد و شهرستان کهگیلویه و قسمت نوراباد ممسنی وجود دارد که احتمال زیاد از یک نیا و ریشه باشند.
روستای سارون تا سپیدان ۴۰کیلومتر و تا شیراز۱۰۰کیلومتر فاصله دارد. جاده آن آسفالت اما پر پیج وخم می‌باشد. سخت‌ترین مسیر آن پیچ خطرناک یوزگرد می‌باشد که تصادفات زیادی در آن رخ داده‌است.
سارون از طرف دیگر با جاده ای خاکی با کامفیروز ارتباط دارد. البته از این جاده فقط تراکتور و موتور سیکلت قادر به تردد می‌باشند.  

## جمعیت
این روستا در دهستان شش پیر قرار دارد و براساس سرشماری مرکز آمار ایران در سال ۱۳۸۵، جمعیت آن ۷۱۰ نفر (۱۴۷خانوار) بوده‌است.